# Miragaia e Marteleira
Miragaia e Marteleira (llamada oficialmente União das Freguesias de Miragaia e Marteleira) es una freguesia portuguesa del municipio de Lourinhã, distrito de Lisboa.

## Historia
Fue creada el 28 de enero de 2013 en aplicación de una resolución de la Asamblea de la República de Portugal promulgada el 16 de enero de 2013 con la unión de las freguesias de Marteleira y Miragaia, pasando su sede a estar situada en la antigua freguesia de Miragaia.

## Demografía
| Gráfica de evolución demográfica de Miragaia e Marteleira entre 2011 y 2021 |
|                                                                             |
| Datos según el nomenclátor publicado por el INE portugués.                  |